# هيلين والاس
هيلين والاس (بالإنجليزية: Helen Wallace)‏ هي مؤرخة بريطانية، ولدت في 25 يونيو 1946.